# Xoridesopus nigritibia
Xoridesopus nigritibia är en stekelart som beskrevs av Gupta 1983. Xoridesopus nigritibia ingår i släktet Xoridesopus och familjen brokparasitsteklar. Inga underarter finns listade i Catalogue of Life.